# Konzervdoboz

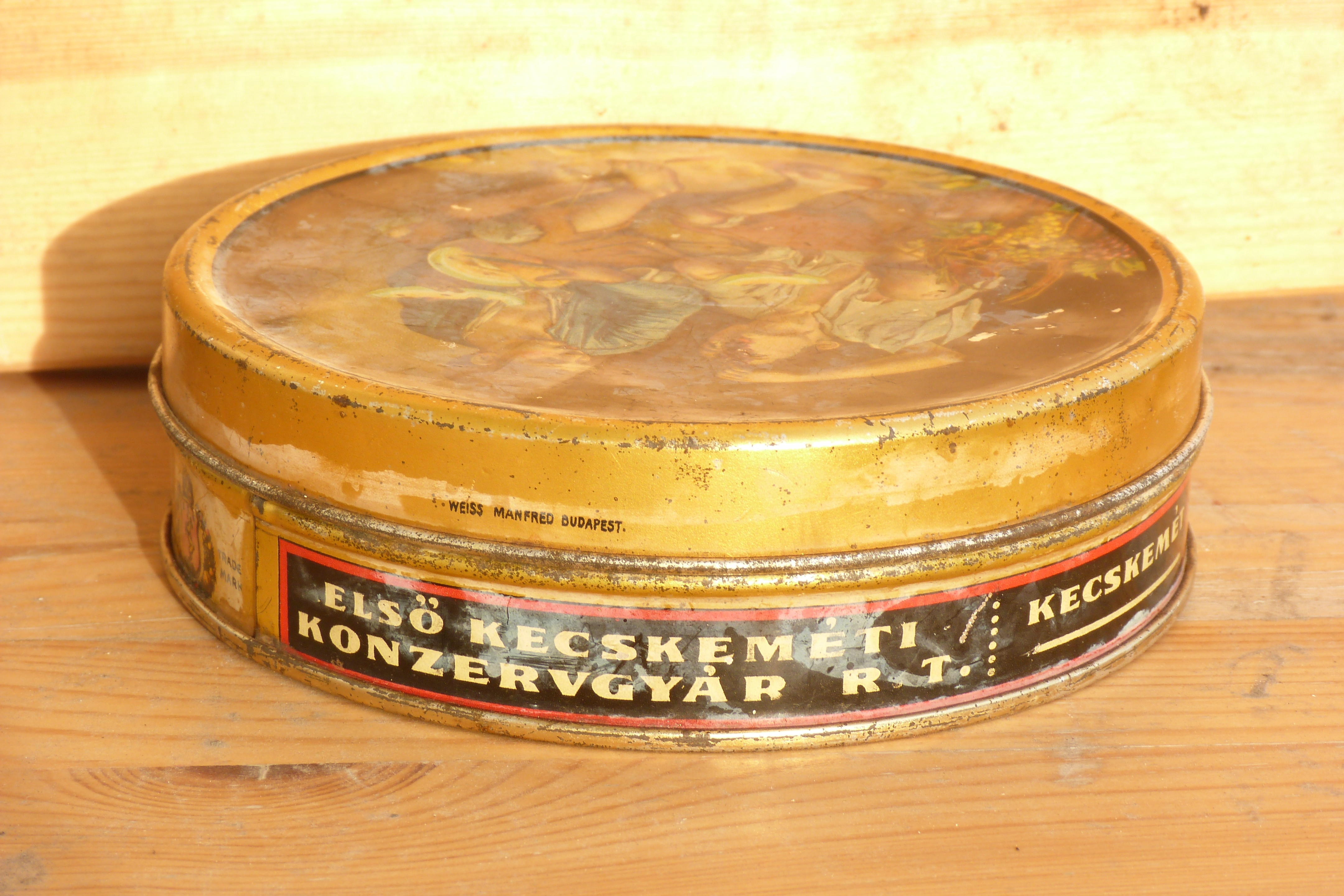
Az Első Kecskeméti Konzervgyár konzerve

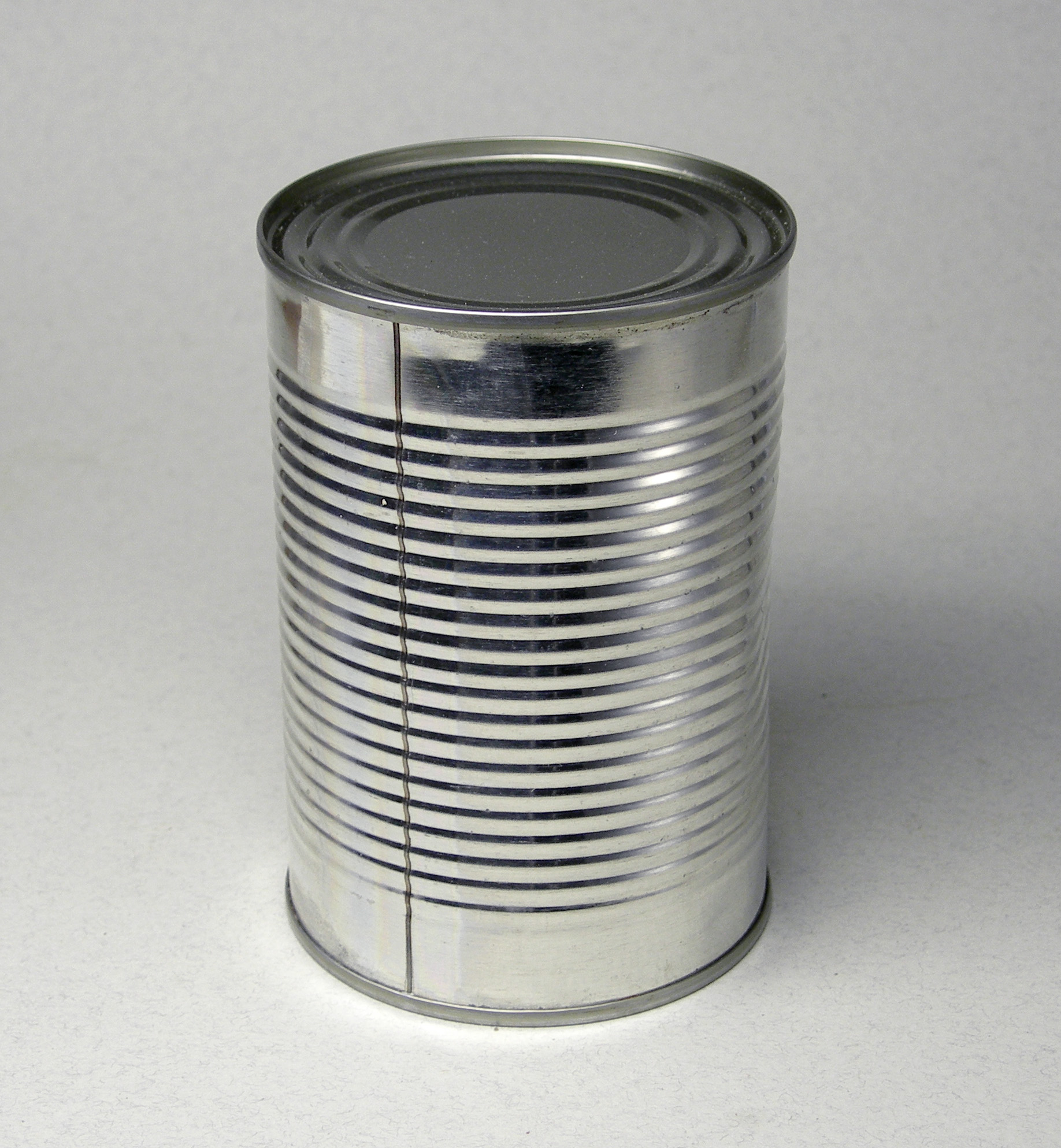
Konzervdoboz

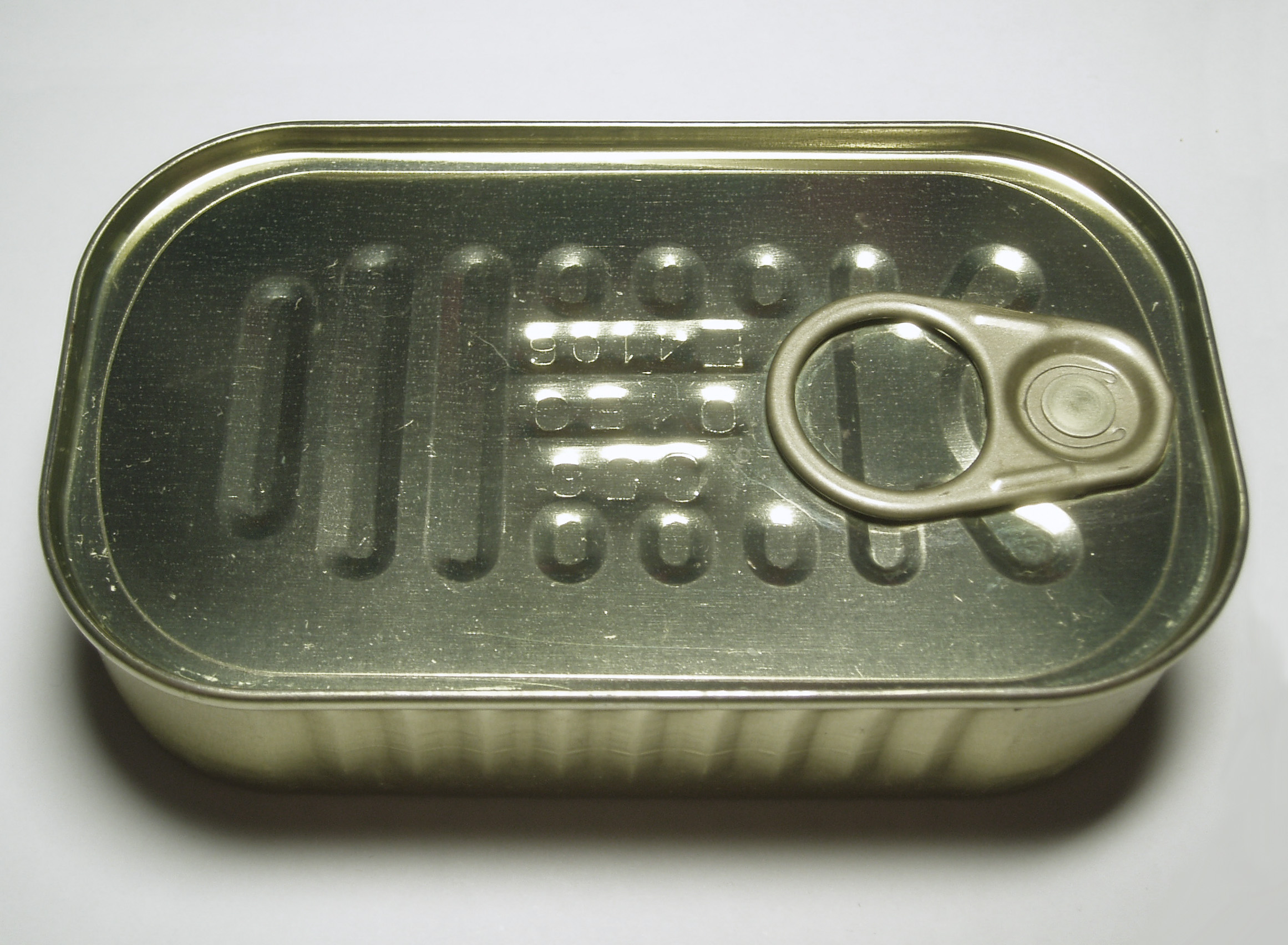
Húzógyűrűs konzervdoboz

A konzervdoboz általában élelmiszert tartalmazó, bádogból (fehérbádogból, ónozott acéllemezből) készült tárolóedény, amelyet megtöltése után forrasztással vagy hajlítással hermetikusan lezárnak. Kinyitás után nem zárható le újra.

## Története
Élelmiszerek légmentes tartóedényekben történő tartósításának ötlete Nicolas Appert (1749–1841) párizsi cukrászmestertől származik. Nehéz megállapítani, hogy pontosan mikor jutott el az emberiség számára oly hasznosnak bizonyuló ötlethez, de a döntő gondolat valamikor 1789 és 1795 között születhetett meg. Az ötlet lényege az volt, hogy „szorosan ledugaszolt, vastag falú üvegpalackokba rakott különféle élelmiszereket hosszabb-rövidebb ideig forrásban lévő vízfürdőben tartott". Appert bizonyítani nem tudta, csupán feltételezte, hogy a hevítés elpusztítja vagy megváltoztatja „a romlást okozó fermenteket” vagyis az enzimeket (Louis Pasteur csak az 1860-as évek elején bizonyította, hogy a romlást mikroorganizmusok okozzák, amelyek hő hatására elpusztulnak, az edény lezárása pedig megakadályozza új szennyeződések bekerülését.)
Appert kísérleteinek nagy lendületet adott a francia belügyminisztérium 1795-ös pályázata: ez 12 ezer frankot ígért annak, aki megoldja a francia hadsereg hadtápjának élelmiszer-ellátási problémáit. (Sok francia katona éhenhalt és sokan betegedtek meg a C-vitamin hiánya miatt kialakult skorbutban.) Appert 1802 őszén a Párizshoz közeli Massyba költözött, ahol kisebb üzemet nyitott termékei előállítására és forgalmazására. A francia haditengerészek 1807-ben már rendszeresen és nagy mennyiségben fogyasztották Appert tartós ételeit. Amikor egy több mint négy hónapos hajóút után kibontották a korábban gondosan lezárt üvegeket Appert így lelkesedett: „Amikor kinyitottuk az edényeket, és megkóstoltuk a bennük lévő 18 különféle tartósított élelmiszert, kiderült, hogy mindegyik megőrizte eredeti frissességét, és a tengeri út során a legkevésbé sem romlottak meg”.
1810-ben a feltaláló személyesen – az 1812-es oroszországi hadjáratára készülő – Napóleontól vehette át a tekintélyes pénzdíjat és az Emberiség Jótevője megtisztelő címet.

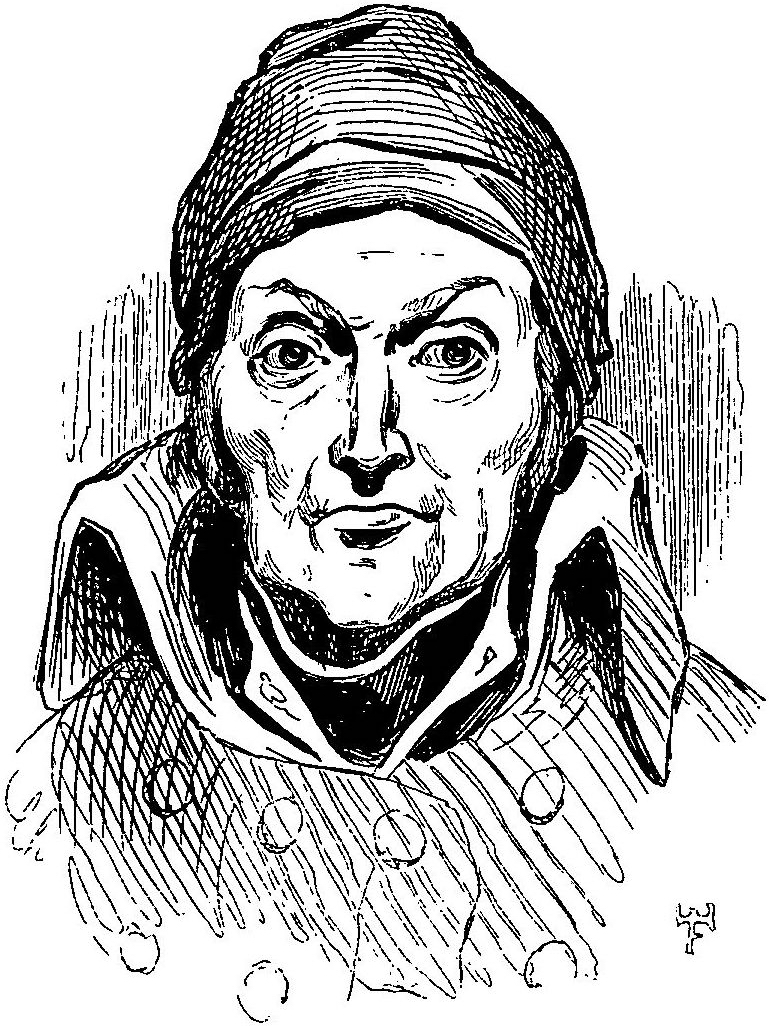
Nicolas Appert

Appert nem szabadalmaztatta találmányát, csupán egy könyvet írt Valamennyi állati és növényi eredetű anyag több éven át való eltartásának művészete címmel. A francia konzervmester által kitalált módszert egy angol vállalkozó, Peter Durand szabadalmaztatta hazájában 1810. április 25-én. Durand konzervedényként már nemcsak üvegpalackot jelölt meg, hanem cserépedényt és fémdobozt is. A szabadalmat továbbadta két vállalkozónak, Bryan Donkinnak és John Hallnak, akik 1813-ban megnyitották a történelem első komoly, a mai konzervekhez már hasonlító dobozokat gyártó üzemüket.
Előállításuk akkoriban még elég nehézkesen történt: a konzervdobozokat ónozott vaslemezből gyártották és egy képzett dolgozó is csak hat darabot tudott összeforrasztani óránként. A kinyitásához kezdetben kalapácsra és vésőre volt szükség. A cég termékei – ügyes marketing segítségével – nagy népszerűségre tettek szert: kóstolót küldtek a királyi családnak, az admiralitásnak és a Királyi Természettudományos Akadémia, a Royal Society tagjainak, a visszaküldött véleményeket pedig hírlapokban publikálták. 1818-ban az angol haditengerészet már 25 ezer dobozzal rendelt ezekből a termékekből.
1841-től kezdve a sóoldatokban már sokkal magasabb hőmérsékleten és gyorsabban lehetett tartósítani az élelmiszereket, a vaslemezről áttértek az acéllemezre.

## Technikai felépítése
A konzervdobozok előállításához fehérbádogot használnak. A fehérbádog egy vékony, max. 0,49 milliméter vastagságú acéllemez, aminek a felületét egy olvasztásos-merítős eljárással, úgynevezett ónolvadékba mártással vagy elektrolízis útján ónnal vonják be, hogy egyrészt az acélt megvédjék a korróziótól, másrészt a feliratozások biztosítása végett. A védőbevonat általában lakkozás, amit géppel, vékony rétegben visznek fel a lemezre és ezután ráégetik a felületre.
Korábban a konzervdobozokat ólommal forrasztották össze, ami bizonyos körülmények között ólommérgezéshez vezetett.
Napjainkban a konzervdobozok légmentes lezárása a töltés után az érintkező lemezek többszörös egymásra lapolásával, a dobozpalást és a fedél peremének összezárásával, peremezésével (korcolással), illetve fix rögzítőelemre hajtogatással történik.
A peremezést speciálisan kialakított zárógörgők végzik, amelyek saját tengelyükön szabadon forogva gördülnek végig a doboz peremén. Mozgásuk közben egyre közelednek a dobozpalásthoz és közben a peremlemezeket összezárják. Egyes berendezéseknél a doboz áll és a görgő forog; míg más gépkialakításnál a doboz forog az álló görgő körül. Hengeres formájú dobozok esetében az utóbbi megoldást alkalmazzák.
A dobozzárás művelete két ütemben történik: az első ütem (előzárás) során a tányér a doboz palástjára szorítja a doboztetőt. Ekkor az előzáró görgő végiggördül az álló doboz mentén és annak középvonalához közeledve a görgő profil kiképzése a fedélperemet a dobozpalást kihajtott részével összehajlítja; a fedélperem a doboz pereme alá behajlik.
A légmentes zárást a végzárás (második ütem) biztosítja, melynek záró görgője profilkialakítása kisebb ívű. A záró görgő az előzetes összehajlított peremrészt olyan szorosan nyomja össze, hogy a dobozpalást és a dobozfedél a közéjük öntött gumitömítéssel légmentes zárást ad.
A dobozba töltött és lezárt terméket a következő technológiai lépésben hőkezelik. A hőkezelés időtartama és hőfoka a különböző áruféleségektől és csomagolási egységtől függ. Mindkét paraméter beállítása és betartása igen nagy technológiai fontosságú ahhoz, hogy az előállított termék folyamatosan jó minőségű legyen. A hőkezelés után a dobozos termékeket lehűtik.

## Konzervnyitó

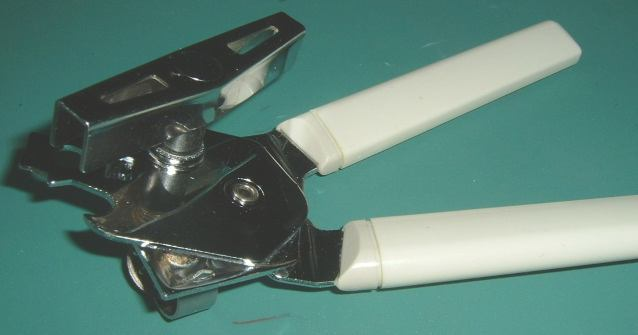
Fogaskerekes továbbítású, kör alakú vágóéllel ellátott konzervnyitó

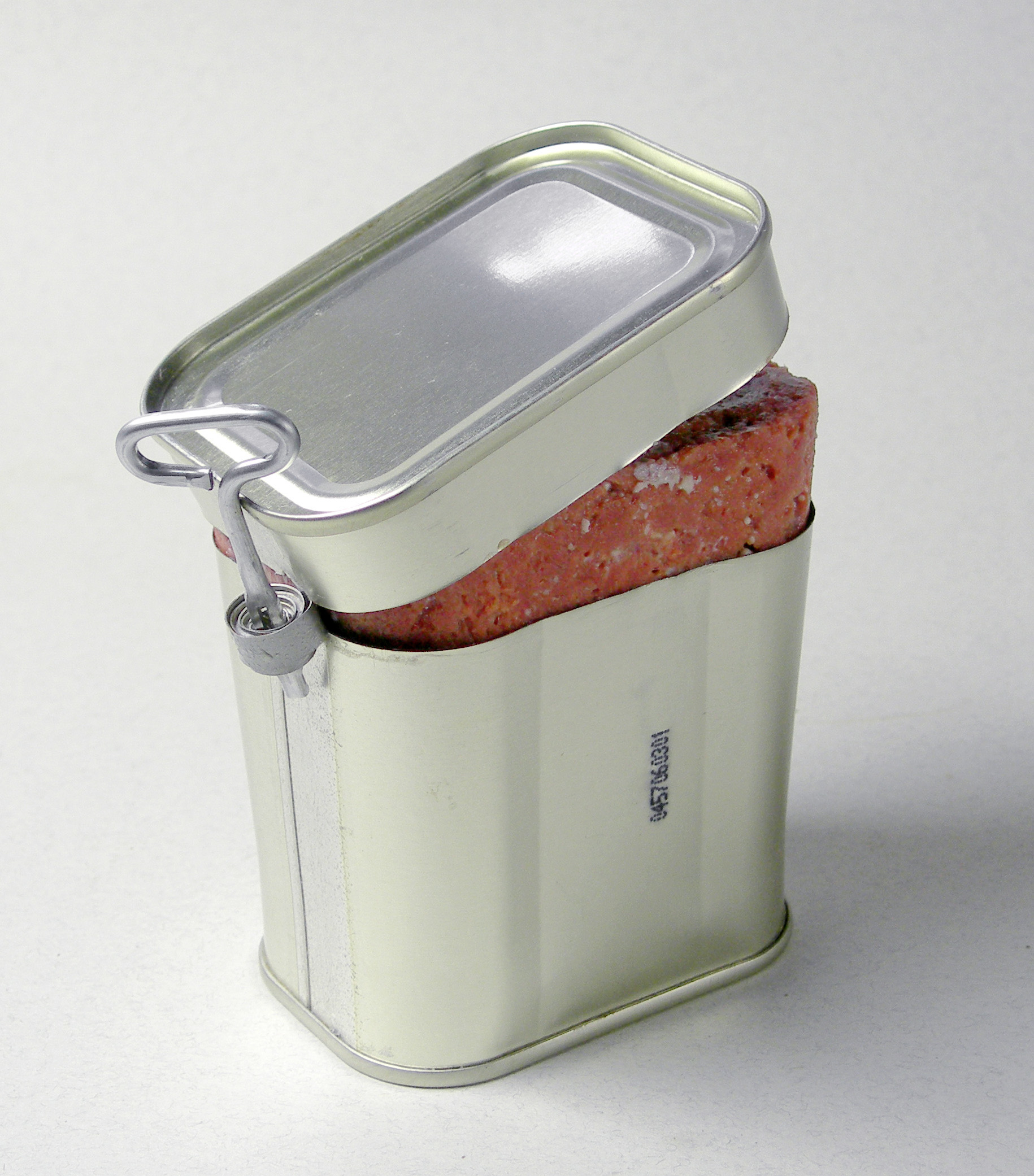
„Kulccsal" nyitható húskonzerv

Az első konzervdobozok olyan vastagok voltak, hogy véső és kalapács kellett a kinyitásukhoz. Amikor vaslemezek helyett acéllemezt kezdtek használni, és a konzervdobozok vékonyabbak lettek, megnyílt a lehetőség megfelelő konzervnyitók kifejlesztésére.
A konzervnyitót 1858-ban az amerikai Ezra J. Warner találta fel, de az angol Robert Yeates is azt állította, hogy ő a konzervnyitó feltalálója (1855). Kezdetben csak az amerikai katonák használták az amerikai polgárháború idején és csak később lett népszerű, amikor ingyen adták a konzerv marhahúshoz. 1866-ban J. Osterhoudt szabadalmaztatta a „kulccsal” ellátott konzervdobozt, ami még ma is látható néhány szardíniás és marhahúsos dobozon. A konzervdoboz tetején vagy oldalán található fület kulcs alakú nyitó alkalmatosság résébe kell beleilleszteni és feltekerni a tetőt vagy a doboz egy keskeny oldalpalást részét.
1870-ben az amerikai William Lyman kidolgozta a ma is használatos vágókerékkel ellátott klasszikus konzervnyitót, amit a Star Can Company of San Francisco egy fogaskerék hozzáadásával továbbfejlesztett (1925). Kidolgozták ennek a konzervnyitó-típusnak egy elektromos változatát is, amit először 1931-ben adtak el.
Az első könnyen nyitható doboztető – easy-open technológia húzógyűrűs megoldással – Ermal Cleon Fraze (Dayton Reliable Tool Company) elképzelése alapján készült az 1950-es évek végén.

## Újrahasznosítása
A konzervdobozok a háztartási szemét kb. 1%-át teszik ki, ezeknek kb. a negyede újra hasznosítható, ami igen fontos dolog, mivel egy konzervdoboz lebomlásához kb. 50 év szükséges (alumíniuméhoz 200–500 év) és a konzervdobozok újrahasznosításával jelentős mennyiségű energia takarítható meg.

## Érdekességek

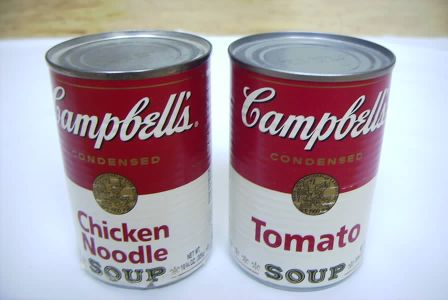
Campbell-konzerv

### A legdrágább leveskonzerv
A modern amerikai művészet egyik legjelesebb képviselője, Andy Warhol egyik híres képe, a Campbell leveskonzerv. A leveskonzervet ábrázoló műalkotásért New Yorkban, a Christie’s árverésén egy ismeretlen vevő 12 millió dollárt fizetett. A Campbell-konzerv az ötvenes-hatvanas évek Amerikájának legkeresettebb terméke volt.

### A gyilkos konzervdoboz
Az angol származású Sir John Franklin 1845. május 19-én az északnyugati átjáró felfedezésére indult a HMS Terror és a HMS Erebus nevű hajóival és 129 tagú legénységgel, de hamarosan a jég fogságába estek. Franklin és társai halálát azonban nem a szélsőséges időjárási viszonyok okozták, hanem az, hogy „a bőségesen rendelkezésükre álló konzervek leforrasztásakor ólmot használtak, így mindannyian ólommérgezés áldozatai lettek".